# Pé de cabra (bebida)
O pé de cabra é uma bebida alcoólica tradicional da Madeira, preparada à base de vinho seco (ou vinho Madeira seco), cerveja preta, açúcar, chocolate em pó e casquinha do limão.
Esta bebida é originária das zonas altas de Câmara de Lobos e assim como as outras bebidas emblemáticas madeirenses, é preparada com o auxílio do caralhinho.

## Preparação
Em primeiro lugar, vinho seco, cerveja preta, chocolate em pó e açúcar q.b. são bem misturados com o caralhinho.
Seguidamente adiciona-se casquinha de limão e opcionalmente gelo para resfriar.